# Karol Mátyás
Karol Mátyás (ur. 22 stycznia 1866 w Myślenicach, zm. 28 maja 1917 w Krakowie) – polski etnograf i folklorysta, autor wielu prac publikowanych w czasopismach naukowych i ogólnych.

## Życiorys
Syn Franciszka i Franciszki Jakubowicz. Ojciec był c.k. radcą w sądzie obwodowym w Nowym Sączu, a potem c.k. Sądu Wyższego w Krakowie. Karol naukę rozpoczął w Nowym Sączu, a po przeniesieniu ojca do Krakowa kontynuował w Gimnazjum św. Anny. W 1888 roku ukończył prawo na Uniwersytecie Jagiellońskim. Z zawodu był prawnikiem i urzędnikiem administracyjnym. Praktykował w Żywcu, Brzesku, Tarnobrzegu i Limanowej. W latach 1904–10 był komisarzem starosty w Bochni, potem starostą brzozowskim w latach 1911-1913. Starosta w Kolbuszowej od 1913 do 1914 roku. Tu zastała go inwazja rosyjska w wyniku której utracił całość zebranych książek. W 1916 roku przeniesiony do Lwowa. W 1917 pracował w Białej. Zmarł w Krakowie i został pochowany na cmentarzu Rakowickim.
W 1894 roku został członkiem komisji Antropologicznej Akademii Umiejętności. Od 1895 roku był członkiem Towarzystwa Ludoznawczego, a od 1901 Historycznego. 
Do podjęcia badań etnograficznych zachęcił go nauczyciel Bronisław Gustawicz. Zbierał bajki ludowe (warianty publikował w pismach "Świat" (1889) i "Wisła" (1894) oraz tatrzańskie i sandomierskie podania. Pisał też o zwyczajach świątecznych, dorocznych i domowych obrzędach, a także o gwarach i ich składnikach onomastycznych.

## Wybrane publikacje
- Zza krakowskich rogatek
- Dwa cmentarze (1884)
- Cholera w górach (1887)
- Dramat gminny polski. Kolęda, "Wisła" (t. 1:1887)
- Z historycznych podań górali podpienińskich (1889)
- Podania i baśnie krakowskie (1890)
- Oryla Michała Haliniaka wspomnienia z podróży Wisłą do Gdańska (1906)